# Brugmansia suaveolens
Brugmansia suaveolens là loài thực vật có hoa trong họ Cà. Loài này được (Humb. & Bonpl. ex Willd.) Bercht. & J.Presl mô tả khoa học đầu tiên năm 1820.

## Biệt danh
Do hoa của loài này